# Сорая
Сорая Ракел Ламия Куевас (на испански: Soraya Raquel Lamilla Cuevas), позната като Сорая, (11 март 1969 – 10 май 2006) е колумбийско-американска певица и продуцент, латиноамериканска музикална звезда в САЩ.
Притежава редица награди, сред които и Грами за най-добра латино певица (2004). Кариерата на Сорая продължава 10 години, през които тя прави 5 албума, всеки от тях на английски и на испански.

## Биография
Сорая е родена през 1969 г. в Пойнт Плезънт, година след като семейството ѝ (родителите и по-големият брат) се местят от Колумбия в САЩ. Семейството ѝ е принудено да се върне обратно в Колумбия, но когато тя е на 8 се местят отново в Пойнт Плезънт.
Името Сорая е често срещано в Близкия изток. По майчина линия, родът ѝ има ливански корени, но емигрират от Ливан в Колумбия.
В Колумбия, майката на Сорая – Ямила Куевас Гариб – била домакиня, а баща ѝ трябвало да работи на 3 или 4 места, за да може да покрие всички разходи, а когато живеели в Колумбия работел за чуждестранна фирма.
Докато Сорая растяла, не ѝ позволявали вкъщи да говори на английски, майка ѝ искала тя да знае и родния си език.
Когато Сорая била на 12, майка ѝ се разболяла от рак на гърдата и починала, когато Сорая била на 22. В едно интервю, певицата споделя как случилото се я е променило, накарало я е да бъде по-отговорна, по-зряла и независима, отколкото връстниците ѝ. Сорая трябвало да се грижи за майка си, да поеме грижите за дома и да я подкрепя в борбата с болестта.
Сорая започнала да се интересува от музика, когато била на 5, докато слушала как чичо ѝ свири латиномузика на специален тип китара (в Колумбия.)
Виждайки нейния интерес, родителите ѝ ѝ купуват китара, с която тя сама се научава да свири. Когато е на 9, започва да свири на класическа цигулка и първото ѝ представяне пред публика е като цигуларка в Карнеги Хол в Ню Йорк. Като ученичка започва да пише авторски песни на испански и английски.
Сорая следва в Рътгърс, където учи английска литература, френска философия и др. През студентските си години свири из различни кафета и лагерите, организирани от университета.

## Музикална кариера
През 1996 Сорая подписва договор с Полиграм Латино Рекърдс. Първият ѝ албум, озаглавен „On Nights Like This / En esta noche“, е добре приет от критиците и тя прави турне, заедно с други известни певци, като Natalie Merchant, Zúcchero, Sting, Michael Bolton и Alanis Morissette. Албумът изразява болката, причинена от смъртта на майка ѝ.
Вторият ѝ албум е „Wall of Smiles / Torre de marfil“, написан заедно с Carole King. Когато излиза на пазара към края на 1997, ѝ помага да стане световноизвестна.
През юни 2000, 2 седмици след излизането на новия ѝ албум Cuerpo y alma / I'm Yours и предстоящо турне, се оказва че Сорая има рак на гърдата в 3-ти стадий. Тя решава да прекара следващите 2 години в борба с рака.
В края 2002 Сорая обявява, че завършва нов музикален проект и това е нейното завръщане на сцената. През март 2003 излиза новият ѝ албум, наречен „Сорая“. Това е завръщане, изпълнено с успехи, тя участва на фестивала Festival de Viña del Mar, където публиката я посреща с овации.
В края на 2004 започва запис на новия си албум „El otro lado de mí“, пуснат за продажба през март 2005. В него Сорая представя колумбийски ритми, обединени с поп, рок и кънтри – така характерни за певицата. С този албум, Сорая завладява не само публиката, но и критиците, прави концерти из Чили и Аржентина.

## Активист срещу рака на гърдата
След като ѝ е поставена диагнозата рак на гърдата, Сорая започва химиотерапия и радиотерапия.
Сорая е загубила майка си, баба си и леля си (по майчина линия), починали от рак на гърдата. Сорая винаги се занимавала с обучението на жени в борбата срещу рака.

## Книгата
Сорая пише книга през последните 10 месеца от живота си. Книгата (озаглавена „Con las cuerdas rotas“) разказва не само за преживяванията около борбата срещу болестта, а също и за преживяното с майка ѝ, леля ѝ и баба ѝ.
Сорая умира на 10 май 2006 в Маями, само на 37 години.